# 陳怡文
陳怡文 （1985年08月6日—），台灣藝人。於2008年參加台視主辦的歌唱選秀節目《超級偶像》第二季，並獲得第六名。2013年7月6日參加中視主辦的歌唱選秀節目《超級歌喉讚》參賽時改名為陳潁宜。於2019年11月21日在《哈哈台地區的街訪》公開出櫃。

## 比賽經歷
- 校園歌唱大賽[需要解释]

```
* 
超級偶像
 
第二屆
第六名
```

## 音樂作品

### 合輯
- 2009年《我有我的驚嘆號》擎天娛樂
  - 收錄：玻璃鞋

### EP
- 2009年  《雙陳記》（與陳珊妮合唱） 亞神音樂
  - 曲目：

1. 雙陳記
2. A tale of two cities
3. A tale of two cities (Instrumental)

- 2014年《大事件》（EP）（與謝廣太[2]合組團名為大事件）[3][4]
- 2020年 《早點回家》（單曲）[5][6][7]

## 網路影音
| 日期           | 節目/頻道名稱   | 集數                                                                             | 備註       |
| -------------- | --------------- | -------------------------------------------------------------------------------- | ---------- |
| 2019年11月21日 | HahaTai 哈哈台  | 《哈哈台地區的街訪》Ep9                                                          | 受訪者之一 |
| 2020年1月16日  | HahaTai 哈哈台  | 《哈哈台街訪》2019年度經典回訪特輯                                               | 受訪者之一 |
| 2020年3月12日  | HahaTai 哈哈台  | 《哈哈台的十萬個為什麼》EP2 - 有貓的為什麼                                       | 吸貓員     |
| 2020年6月25日  | HahaTai 哈哈台  | 《哈哈台街訪》弄起來吧 Kimmy！從邊角到C位，圓夢計畫全紀錄                        | 主角       |
| 2020年7月2日   | HahaTai 哈哈台  | 《早點回家》MV拍攝花絮                                                           | 主角       |
| 2020年12月17日 | 普通女子 孫女   | 【孫女散步中】孫女 x Kimmy 的淡水12h激烈散步＋賣畫求生                           | 散步 EP01  |
| 2021年2月9日   | 普通女子 孫女   | 【孫女散步中】過年賣春聯，祈求發財結果還要幫客人按摩                             | 散步 EP02  |
| 2021年4月28日  | 普通女子 孫女   | 【孫女散步中】金山阿維帶我們出去玩                                               | 散步 EP03  |
| 2021年5月15日  | 普通女子 孫女   | 【孫女散步中】邊角歌手為邊角動物的動人應援之旅                                   | 散步 EP04  |
| 2021年5月20日  | HahaTai 哈哈台  | 《哈哈台街訪》邀請受訪者們回鍋拍彭佳慧《我先請》MV                               | 受訪者之一 |
| 2021年5月20日  | 彭佳慧 風流女生 | 《我先請》MV                                                                     | 客串       |
| 2021年5月29日  | 普通女子 孫女   | 【直播】寂寞周六夜，連線高雄謝先生、大同區大島優子                               | 來賓       |
| 2021年5月31日  | HahaTai 哈哈台  | 《哈棒仔聲》EP3                                                                  | 張美華     |
| 2022年2月16日  | 普通女子 孫女   | Vlog 05 一年一更！虎年去新埔看柿子寶寶跟詭異蝴蝶人                               |            |
| 2022年5月10日  | 哈茲咖囍        | 《約會大挑戰》EP17 - 四人女女配對 (上)，主角介紹篇                               | 出演者之一 |
| 2022年5月17日  | 哈茲咖囍        | 《約會大挑戰》EP18 - 四人女女配對 (下)，雙人瑜珈觸摸                             | 出演者之一 |
| 2022年6月7日   | 哈茲咖囍        | 《約會大挑戰》四人女女配對花絮，撩人語錄                                         | 出演者之一 |
| 2022年7月13日  | 普通女子 孫女   | Vlog 08 孫女第一屆沒有小卷釣的海上見面會！暨嘔吐加持造勢歡唱絕版限定場～凍蒜啦！ | 歌手獻唱   |

## 外部連結
- 陳潁宜 Kimmy C. youtube
- 陳潁宜 Kimmy C. instagram
- 陳潁宜 Kimmy C. Facebook
- 陳怡文無名部落格 (無名小站已於2013年12月26日終止服務)
- 擎天娛樂

| 前任： 高瑞欣 | 超級偶像第六名 2008年6月28日-2009年1月31日 | 繼任： 陳怡帆 |